# 夜久野学園
夜久野学園（やくのがくえん）は、京都府福知山市夜久野町高内にある公立の小中一貫校。2013年に福知山市立夜久野中学校と福知山市立夜久野小学校との併設型小中一貫校として開校した。
福知山市では初の小中一貫校となった。

## 沿革
- 2011年（平成23年）9月8日 - 「夜久野学園推進協議会」設立
- 2013年（平成25年）
  - 3月31日 - 福知山市立精華・育英・明正の３小学校が閉校
  - 4月1日 - 小中一貫校「夜久野学園」（福知山市立夜久野小学校、福知山市立夜久野中学校）が開校
- 2014年（平成26年）4月1日 - 教育課程特例校として「英会話コミュニケーション科」を創設
- 2015年（平成27年）8月20日 - NHK学校音楽コンクール京都府大会小学校の部で銅賞受賞
- 2016年（平成28年）
  - 8月3日 - MBSこども音楽コンクール西日本大会中学校の部 出場
- 2017年（平成29年）
  - 1月27日 - 環境美化教育優良校当表彰事業　優良校
  - 2月16日 - 修学旅行ホームページコンクール 入選

## 通学区域
- 福知山市夜久野町[2]
  - 門垣、副谷、山中、金谷、大岶、桑谷、西垣、宮垣、栗尾、才谷、中田、上町、三谷、羽白、田谷垣、現世、今西、田谷、平野、水上、水坂、駅前、奥水坂、夜久野、日置、末、高内、大油子、小倉、今里、柿本、稲垣、金尾、西谷、桑村、小畑、今西中、井田、下町、上町、且、奥、向、上千原、中千原、下千原